# Zhan He
Zhan He (kinesiska: 沾河) är ett vattendrag i Kina. Det ligger i provinsen Heilongjiang, i den nordöstra delen av landet, omkring 320 kilometer norr om provinshuvudstaden Harbin.
Genomsnittlig årsnederbörd är 961 millimeter. Den regnigaste månaden är juli, med i genomsnitt 250 mm nederbörd, och den torraste är januari, med 10 mm nederbörd.